# Leptosphaeria eumorpha
Leptosphaeria eumorpha är en svampart som först beskrevs av Berk. & M.A. Curtis, och fick sitt nu gällande namn av Franklin Sumner Earle 1898. Leptosphaeria eumorpha ingår i släktet Leptosphaeria och familjen Leptosphaeriaceae.   Inga underarter finns listade i Catalogue of Life.